# Johann Le Bihan
Pour les articles homonymes, voir Le Bihan.
Johann Le Bihan, né le 10 mars 1979 à Douarnenez, est un nageur français.

## Carrière
Johann Le Bihan remporte aux Championnats d'Europe juniors de natation 1996 (it) à Copenhague la médaille d'or du 400 mètres quatre nages et la médaille de bronze du 1 500 mètres nage libre.
Il est médaillé de bronze du 400 mètres quatre nages aux Championnats d'Europe de natation 2000 à Helsinki. Il participe aux Jeux olympiques d'été de 2000 à Sydney où il est éliminé en séries du 400 mètres quatre nages.
Sur le plan national, il est sacré champion de France du 400 mètres quatre nages en 1998 à Amiens, en 1999 à Dunkerque et en 2000 à Rennes. Il est champion de France du 1 500 mètres nage libre en 1996. Il bat le 9 juillet 2000 le record de France de natation messieurs du 400 mètres 4 nages.